# Chorągiew (weksylologia)

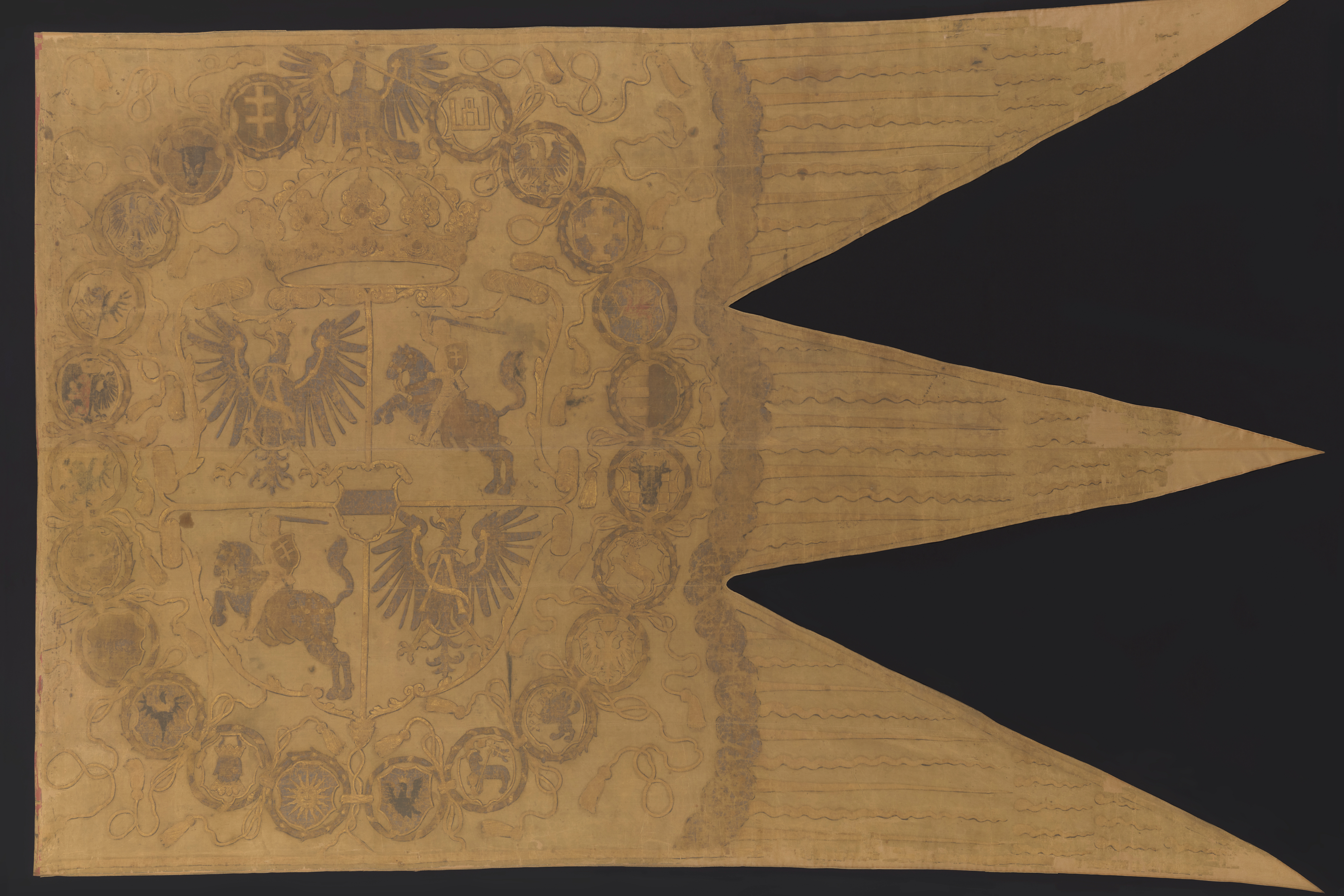
Chorągiew nadworna Zygmunta II Augusta

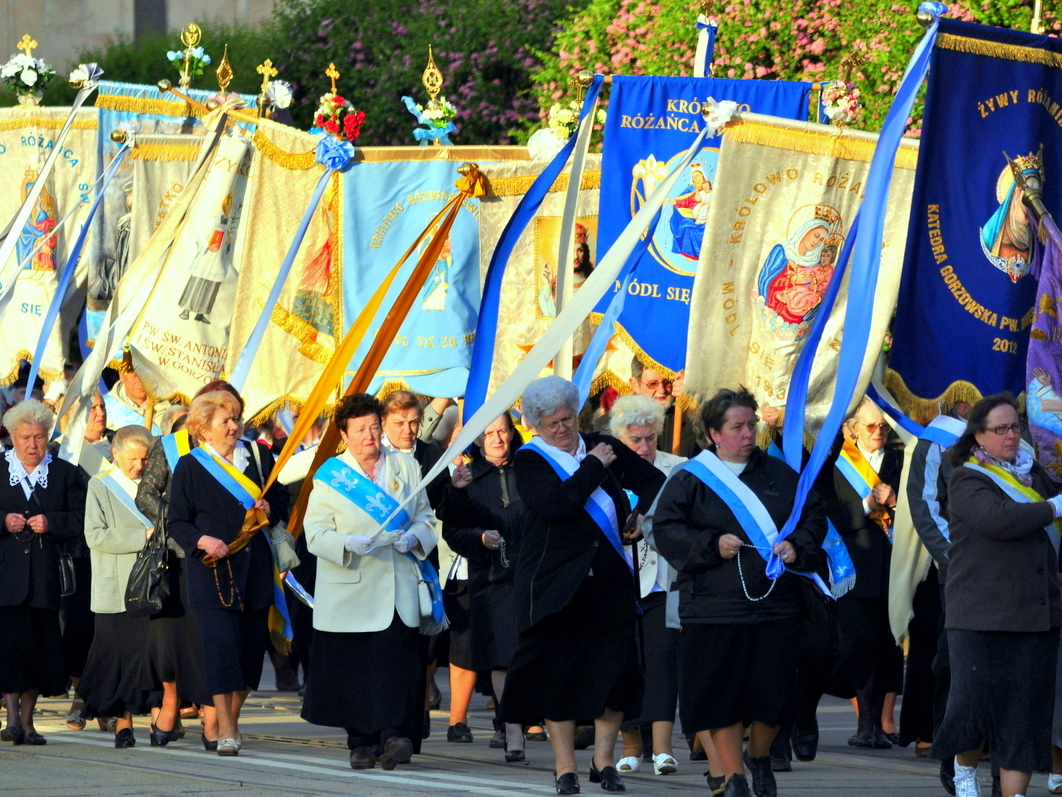
Chorągwie kościelne

Chorągiew – płat materiału o określonych barwach i godłach, przytwierdzony do drzewca, będący znakiem państwa, ziemi, miasta, organizacji wojskowej, społecznej, politycznej, kościelnej, zawodowej itd.; łac. vexillum, fr. drapeau od drap – „materia, sukno”; nm. die Fahne od stgnm. fanon – „materia płachta”; cz. korouhev, ros. chorugw; scs. chorągy; ukr. korohwa.
Od chorągwi pochodzą:
- Flaga – może być państwowa lub narodowa. Flagi powstawały od przełomu XVIII i XIX wieku; wywodziły się z wcześniejszych chorągwi królewskich i państwowych, przejmując ich barwy heraldyczne.
- Bandera – flaga państwowa wywieszana na okrętach oraz statkach handlowych i pasażerskich (bandera wojenna i cywilna lub handlowa).
- Sztandar – nazwa chorągwi będących znakami jednostek wojskowych. W najnowszej praktyce polskiej sztandarem posługują się wyraźnie wyodrębnione grupy ludzkie, tworzone na mocy przyjętych dobrowolnie lub narzuconych aktów prawnych. Sztandarami mogą posługiwać się partie polityczne, jednostki wojskowe, szkoły.
- Proporzec – chorągiew marynarki wojennej umieszczona na dziobie okrętu. Tą nazwą określamy również proporczyki przytwierdzane do drzewca kopii czy – w czasach późniejszych – lanc. Trójkątną formę proporczyka ma także proporzec harcerski.
- Gonfalon – chorągiew o kształcie prostokąta, krótszym bokiem przymocowanego do poziomej poprzeczki, z bokiem przeciwległym wyciętym na kształt klinów, według określenia staropolskiego „ogonów”, w terminologii francuskiej zwanych „płomieniami” – flamme. Wywodzi się z rzymskiej chorągwi zwanej vexillum, szczególnie popularność zdobyła w Italii, gdzie od czasów średniowiecza używana jest jako chorągiew miejska. Do dzisiaj tę tradycyjną formę zachowały procesyjne chorągwie kościelne.

## Elementy chorągwi
- Bławat – najważniejsza część chorągwi, będąca płachtą materii – często podwójnie złożonej – na której przy pomocy rozmaitych technik umieszczano godło i inne elementy ikonograficzne wynikające z tradycji, aktualnego obyczaju lub przepisów prawa. Bławat mocowany był do drzewca.
- Drzewce – pręt wykonany ze szlachetnego drewna, zakańczany gałą lub pełnoplastycznym przedstawieniem, na przykład orła. Do drzewca przymocowywano także wstęgi orderowe, w przypadku gdy właściciel chorągwi lub sztandaru był również posiadaczem jakiegoś orderu.
- Strefy – pasy barwne poziome i pionowe występujące na chorągwiach i flagach. Barwy stref flag wywodzą się z barw pól i godeł heraldycznych umieszczanych na chorągwi.